# Кодекс Юстиніана

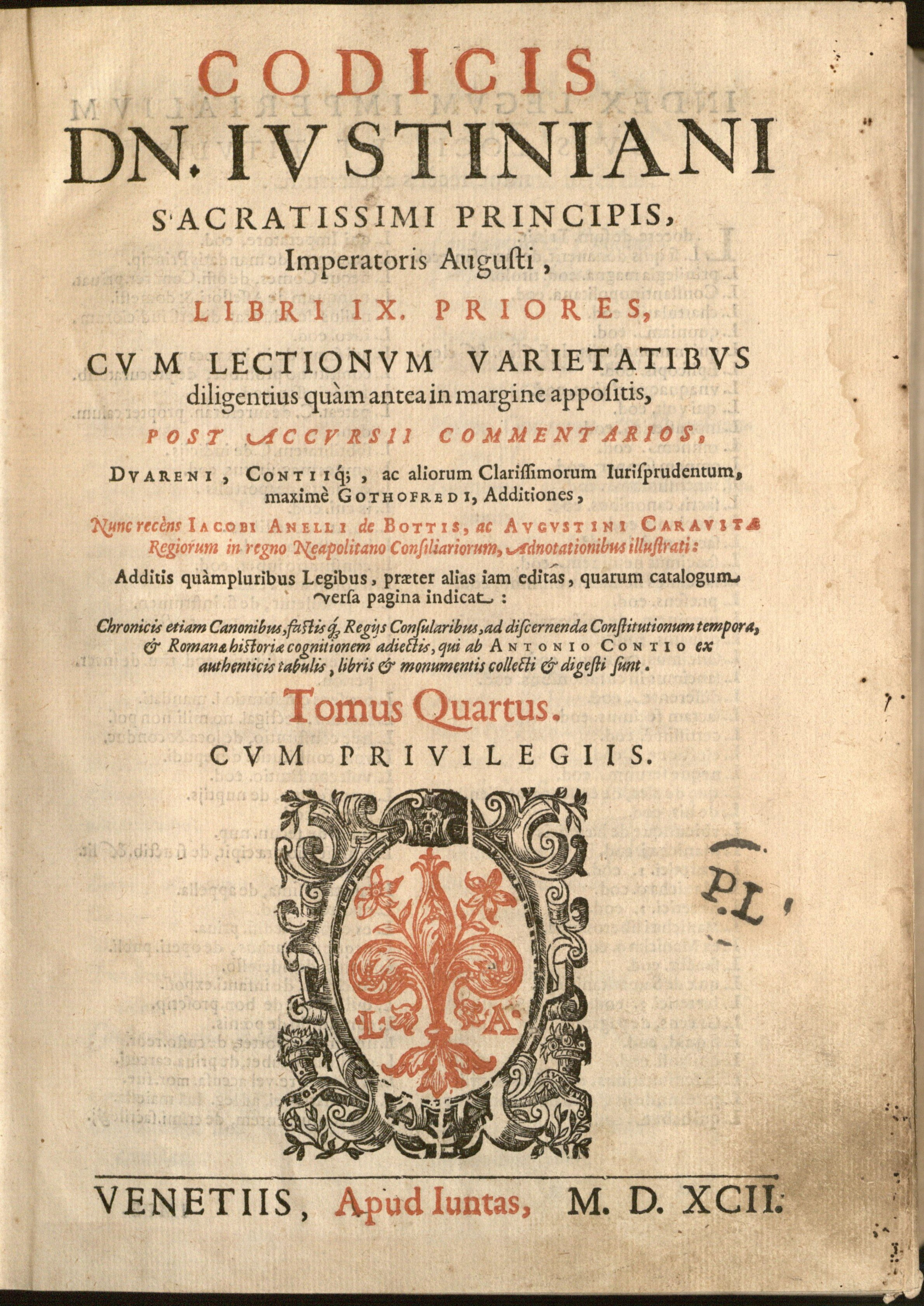

Ко́декс Юстиніа́на (лат. Codex Iustiniani) — частина законодавчої компіляції Юстиніана; містить у собі імператорські конституції, що увійшли до кодексів Грегоріана, Гермогеніана і Феодосія, зберегли силу до Юстиніана, доповнені пізнішими новелами й видозмінені згідно з потребами часу.
Необхідність у підготовці Кодексу була пов'язана з великою кількістю старих розпоряджень, що втратили будь-яку практичну цінність, але включених до старих Кодексів. Комісія, призначена в лютому 528 року, повинна була виробити новий Кодекс, маючи на увазі лише сучасні їй практичні потреби. Комісії було надано право не тільки робити скорочення (викреслювати введення, звернення, завершальні слова і т. д.) у конституціях, але й викидати все віджиле або скасоване пізнішими узаконеннями; виправляти текст, уточнювати його, змінювати й доповнювати, сполучати багато конституцій в одну і т. д.
Робота тривала близько 14 місяців. 7 квітня 529 року Кодекс був оприлюднений і з 16 квітня набув чинності. З виданням Дигестів та Інституції виникла необхідність у переробці Кодексу, яка була здійснена Феофілом, Требоніаном і трьома адвокатами вищого суду. Підсумком роботи стало видання в 534 році нового кодексу, названого Codex repetitae praelectionis («Кодекс другого видання»).
Кодекс складається з 12 книг, книги з титулів; титули розділяються на окремі імператорські ухвали (лат. leges або constitutiones), а вони, своєю чергою, на параграфи.
Кодекс Юстиніана зберігся лише у виданнях Corpus juris civilis, тобто не в повному оригінальному вигляді. Веронський палімпсест (початок VII століття), що містив у собі повний текст Кодексу, не зберігся цілком. Решта якнайдавніших рукописів Кодексу є витягами, що передають у скороченні тільки перші 9 книг Кодексу. Вони починають поповнюватися з XI століття. У кінці XII століття з'явились рукописи й останніх 3 книг. Але й після цього кодексом вважалися тільки перші 9 книг, а три останні складали особливий уривок, відомий під назвою tres libri.
Грецькі конституції, що містяться в Кодексі, які завжди випускалися західними рукописами (лат. Graeca non leguntur), були додані тільки до друкованого видання XVI століття за джерелами церковного й світського права Візантійської імперії.